# Horgen (district)
Horgen is een district van het kanton Zürich. De hoofdplaats is Horgen.
Het district omvat de volgende gemeenten:
| Wapenschild      | Postcode en gemeentenaam | Inwoners (2002) | Oppervlakte (km²) | Gemeentenummer |
| ---------------- | ------------------------ | --------------- | ----------------- | -------------- |
| Adliswil         | 8134 Adliswil            | 15896           | 7,79              | 0131           |
| Hirzel           | 8816 Hirzel              | 1897            | 9,68              | 0132           |
| Horgen           | 8810 Horgen              | 17620           | 21,07             | 0133           |
| Hütten           | 8825 Hütten              | 885             | 7,24              | 0134           |
| Kilchberg        | 8802 Kilchberg           | 7062            | 2,58              | 0135           |
| Langnau am Albis | 8135 Langnau am Albis    | 6682            | 8,66              | 0136           |
| Oberrieden       | 8942 Oberrieden          | 4686            | 2,76              | 0137           |
| Richterswil      | 8805 Richterswil         | 10821           | 7,54              | 0138           |
| Rüschlikon       | 8803 Rüschlikon          | 4963            | 2,94              | 0139           |
| Schönenberg      | 8824 Schönenberg         | 1847            | 11,00             | 0140           |
| Thalwil          | 8800 Thalwil             | 15926           | 5,53              | 0141           |
| Wädenswil        | 8820 Wädenswil           | 19247           | 17,37             | 0142           |

Affoltern · Andelfingen · Bülach · Dielsdorf · Dietikon · Hinwil · Horgen · Meilen · Pfäffikon · Uster · Winterthur · Zürich